# 郑冠
鄭冠（?—?），唐穆宗長慶三年（823年）癸卯科狀元，主考官是禮部侍郎王起，同榜還有袁不約、李敬方。事蹟失考。 